# Brulote (barco)

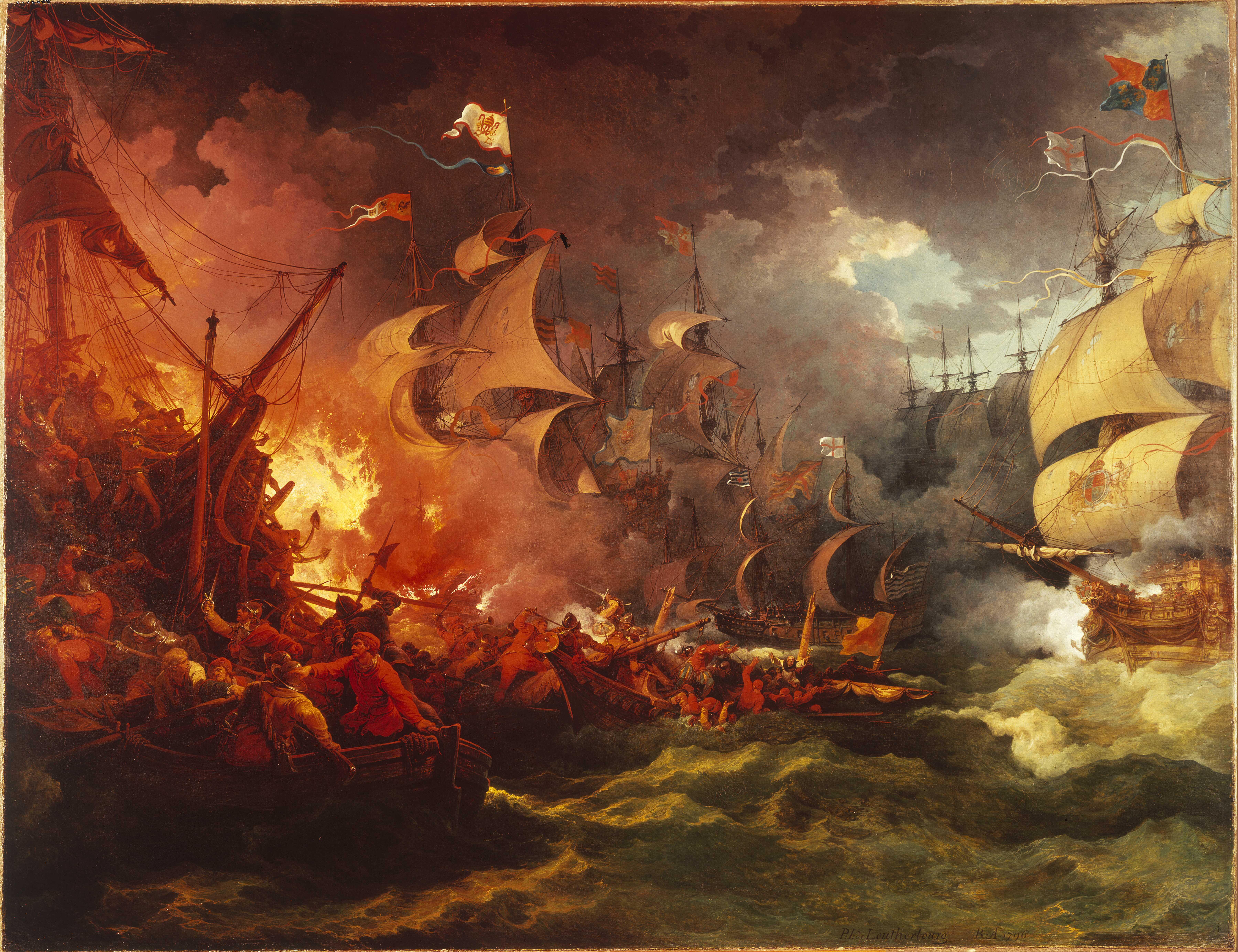
Brulotes usados contra la Armada Española en 1588.

Un brulote, también —aunque menos usado— brulot, es una embarcación cargada de materiales explosivos, combustibles e inflamables como pólvora o fuego griego, y dotado de arpeos en los penoles de sus vergas y del bauprés. Se destinaban a incendiar los buques de guerra enemigos fondeados o a destruir las obras de los puertos y los puentes tendidos sobre los ríos.

## Etimología
Brulote proviene del francés brûlot. Antiguamente se llamaba en español Bajel de fuego. En inglés se suelen llamar fire ship (no confundirse con fire boat) y en italiano brulotto.

## Descripción
Unas veces se dejaba el brulote abandonado a la deriva o al impulso de vientos apropiados, y otras se trataba de aproximarse durante la noche. Después de quedar bien adherido mediante los arpeos de abordaje, se le daba fuego al tiempo de abandonarlo y su tripulación en los botes se lanzaba contra los buques enemigos para que se engancharan a ellos y se prendieran.
Generalmente se aprovechaban para convertirlos en brulotes los cascos de barcos viejos de poco tonelaje.

## Historia

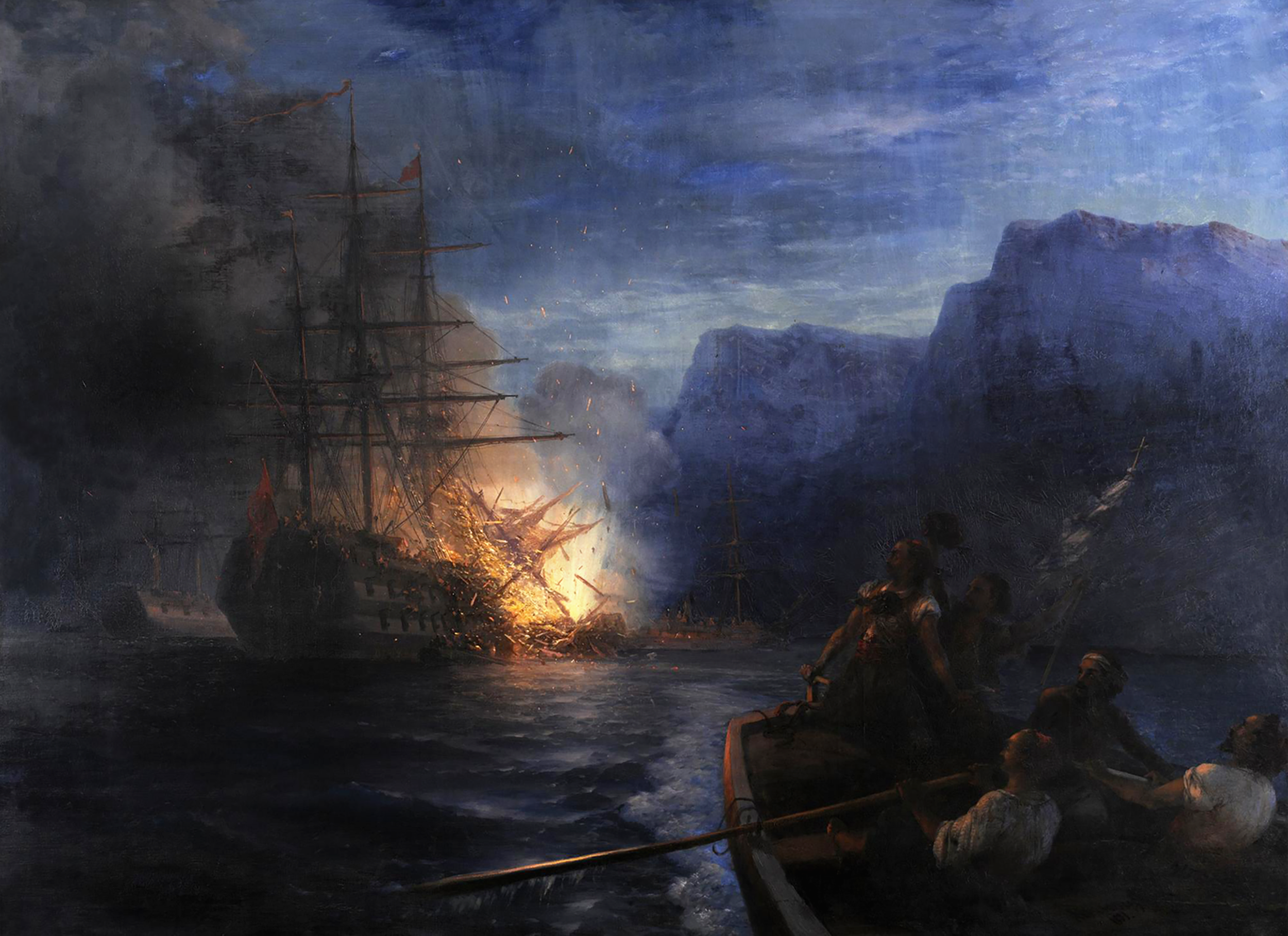
Quema del buque insignia otomano por un brulote griego en 1822, durante la Guerra de independencia de Grecia.

Su origen se remonta a la antigüedad clásica. Se usaron por primera vez en el asedio de Siracusa (415-413 a. C.). Los tirios emplearon esta clase de embarcaciones contra Alejandro Magno y la flota cartaginesa contra la armada romana.
También fueron utilizados por el rey vándalo Genserico en la batalla de Cabo Bon (468) en la que derrotó a la flota del Imperio romano.
Fue importante su aplicación en el asedio de Amberes (1584–1585) por Alejandro Farnesio, en que el ingeniero Federigo Giambelli los empleó para intentar destruir el puente de barcas tendido por los españoles sobre el río Escalda. En ella pudo mejorarlas hasta el punto de hacer imposible su destrucción a través del acercamiento. También contribuyeron a la derrota de la Armada Invencible en 1588.
Fueron muy utilizados en los siglos XVI, XVII y XVIII, aunque se emplearon incluso hacia finales del siglo XIX, con notorios casos en la Guerra de independencia de Grecia y la campaña naval de la guerra del Pacífico, donde, en la expedición al Callao, se contemplaba lanzar a la corbeta Abtao, cargada de explosivos, contra la escuadra peruana, en teoría, anclada en El Callao, y por parte de los peruanos se utilizaron lanchas con trampas explosivas ocultas para hundir el Vapor Loa y la goleta Covadonga.

## En la cultura popular
- En uno de los episodios de la serie de ficción histórica Hornblower, ambientada en las guerras napoleónicas, basada en la serie de novelas homónima, el alférez (entonces grado de oficial en funciones) Horatio Hornblower, tras suspender casi su examen para el rango de teniente (primer grado de oficial comisionado) en la base británica de Gibraltar, salva al barco insignia de la flota británica de una destrucción segura, manejando un brulote español envuelto en llamas fuera del alcance de los barcos atracados en el puerto de Gibraltar. Al comienzo del episodio, otro brulote español hunde a un buque de suministros de la flota británica.